# NGC 6462
NGC 6462 (другие обозначения — MCG 10-25-85, IRAS17443+6155, ZWG 300.63, KARA 829, ARAK 529, 7ZW 740, PGC 60790) — галактика в созвездии Дракон.
Этот объект входит в число перечисленных в оригинальной редакции «Нового общего каталога».
В галактике вспыхнула сверхновая SN 2005ao типа Ia, её пиковая видимая звездная величина составила 16,7.